# Egona II
Pour les articles homonymes, voir Egona.
Egona II est un village du Cameroun situé dans la région du Centre et le département du Mbam-et-Kim. Il fait partie de la commune de Ngoro.

## Population
En 1964 le village comptait 237 habitants, principalement Ngoro.
Lors du recensement de 2005, on y dénombrait 846 personnes.
On y parle notamment le tuki (ou batsenga), une langue bantoïde méridionale.